# John McCosh

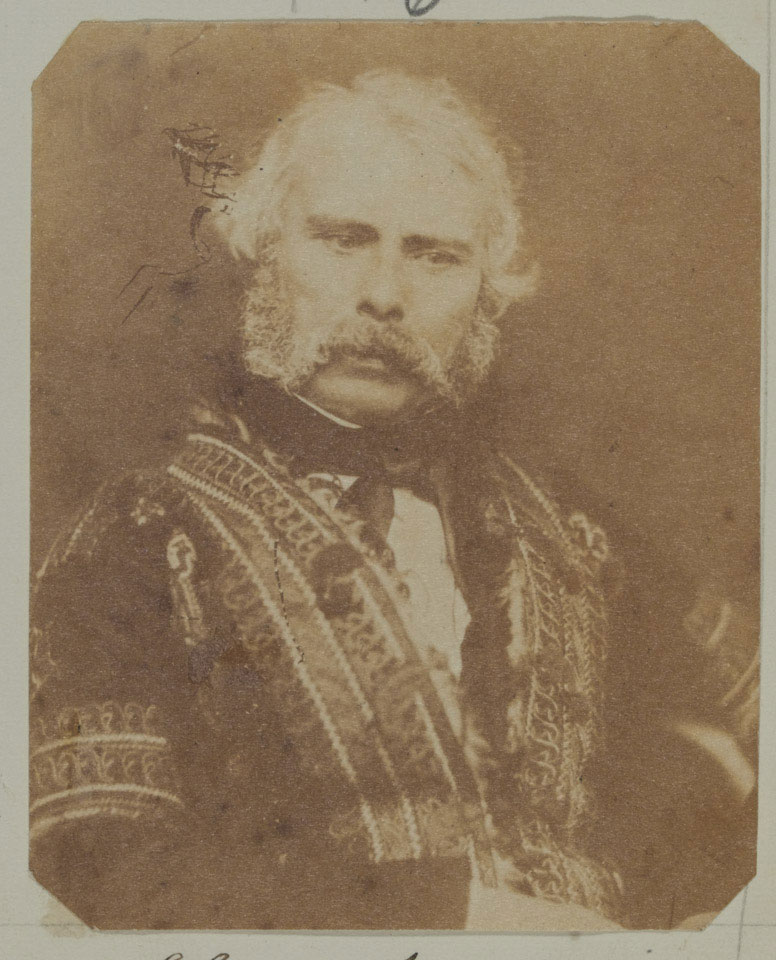
John McCosh (1850)

John McCosh, auch James McCosh, Jethro McCosh, John MacCosh und John M’Cosh (* 5. März 1805 in Kirkmichael (South Ayrshire), Schottland; † 16. März 1885 in London) war ein schottischer Militär-Chirurg, Amateur-Fotograf und Schriftsteller. In den 25 Jahren von 1831 bis 1856 diente der Schotte John McCosh als Militär-Chirurg des Indian Medical Service in der bengalischen Armee der Britischen Ostindien-Kompanie. Der Nachwelt bekanntgeworden ist er durch seine Fotografien aus Britisch-Indien, die zu den frühsten Fotoaufnahmen aus dieser Weltregion zählen; er gilt zudem als einer der ersten namentlich bekannten Kriegsfotografen; seinen Zeitgenossen war er eher als Arzt und Dichter bekannt.

## Lebensweg
Die Eltern von John McCosh waren John McCosh (senior) und dessen Frau Robina, geb. Main. Das Paar heiratete am 24. Juni 1801. Auch wenn der Vater John McCosh Landvermesser war, so stammt John McCosh, sein Sohn, doch aus einer Familie, die viele Ärzte hervorgebracht hat; auch mehrere seiner Brüder waren Ärzte.
Im Jahr 1831, im Alter von 26 Jahren, trat John McCosh als chirurgischer Assistenzarzt in den Sanitätsdienst der Bengalischen Armee der britischen Ost-Indien-Kompagnie ein.
In den Jahren 1832 und ’33 leistete er aktiven Militärdienst an der nordöstlichen Grenze Britisch-Indiens gegen das Kol-Volk.
In dieser Zeit erkrankte er an einer tropischen Fieberkrankheit. Im Jahr 1833 trat er eine Reise von Indien nach Tasmanien (damals: Van Diemen’s Land) auf der SS Lady Munro an, die jedoch Schiffbruch erlitt. Von den 97 Menschen an Bord überlebten nur 21, der fieberkranke McCosh war der einzige überlebende Passagier der Lady Munro. Am 11./12. Oktober 1833 strandeten McCosh und die anderen Überlebenden des Schiffsunglücks auf der Amsterdam-Insel im südlichen Indischen Ozean. Etwa zwei Wochen später, am 26. Oktober 1833, wurden sie von dem US-amerikanischen Schiff General Jackson gerettet und nach Mauritius gebracht. Über seine Erlebnisse als Schiffbrüchiger verfasste McCosh den Erlebnisbericht Narrative of the Wreck of the Lady Munro, on the Desolate Island of Amsterdam, October, 1833, der 1835 in Glasgow erschien.
In den rund vier Jahren von etwa 1838 bis etwa 1842 studierte John McCosh an der Universität Edinburgh, wo er einen Abschluss in Chirurgie und Medizinrecht erwarb.
Wahrscheinlich im Jahr 1842 oder 1843 kehrte er in den medizinischen Militärdienst nach Britisch-Indien zurück. Im Jahr 1844 ging er mit der „31st Bengal Native Infantry“ nach Almera in den Ausläufern des Himalayas.
Im Jahr 1846 zog McCosh nach Jullundur Doab (Doaba) im Punjab.
1847/48 diente McCosh in Firozpur in Gwalior. Im Sepoy-Aufstand von 1857 war Gwalior ein Zentrum der aufständischen, in britischen Diensten stehenden indischen Soldaten (Sepoy). Nach der Schlacht von Maharajpur im Jahr 1857 erhielt McCosh den „Bronze Star“, eine militärische Auszeichnung.
Im Jahr 1847, unmittelbar vor dem Zweiten Sikh-Krieg, war John McCosh in Lahore (heute: Pakistan) und Ludhiana (heute: Indien) als Militärchirurg bei den „2nd Bengal Europeans“ stationiert. Er nahm am Zweiten Sikh-Krieg (April 1848 bis März 1849) teil, der das Ende des Sikh-Königreichs im Punjab herbeiführte. McCosh machte dort in seiner Freizeit nicht nur Aufnahmen der Paläste in Lahore, sondern auch die ersten bekannten Fotografien von Sikhs. Unter McCosh’ Aufnahmen ist die einzige bekannte Fotografie von Duleep Singh als (letztem) Maharadscha des Reichs der Sikh. McCosh hat auch den Gouverneur von Multan, Diwan Mulraj, fotografiert, der eine zentrale Figur im Zweiten Sikh-Krieg war.
1851 wurde er der „33rd Bengal Native Infantry“ zugeteilt, die in Benares stationiert war; 1852 kam er zur „5th Battery Bengal Artillery“. Mit dieser bengalischen Artillerie-Einheit wurde er in Kalkutta – wo er Fotos aufnahm – eingeschifft, um am Zweiten anglo-birmesischen Krieg teilzunehmen. Auch in Birma machte McCosh zahlreiche Aufnahmen.
Zu einer Fotoausstellung in Bombay im Jahr 1855 reichte McCosh von ihm selbst von Hand kolorierte Fotografien bei der Photographischen Gesellschaft von Bombay ein.
Spätestens seit 1856 war McCosh Mitglied der fotografischen Gesellschaft (Photographic Society), London.
Im Jahr 1856, im Alter von 51 Jahren, wurde McCosh aus der Armee entlassen. In seinen 1856 erschienenen Ratschlägen für Offiziere in Indien empfiehlt John McCosh jedem Assistenzchirurgen dringend, es zur Meisterschaft in der Fotografie in all ihren Zweigen zu bringen, „… auf Papier, auf Glasplatten und auf Metallplatten. Ich habe die Fotografie viele Jahre lang praktiziert und kenne keine außerberufliche Beschäftigung, die den Offizier für alle Kosten und Mühen (und beide sind beträchtlich) mehr entschädigen würde als dieses faszinierende Studium – insbesondere das neue Kollodiumverfahren für das Stereoskop. Im Laufe seines Dienstes in Indien kann er so eine Sammlung getreuer Darstellungen von Menschen und Tieren oder von Architektur und Landschaft anlegen, die einen willkommenen Beitrag zu jedem Museum darstellen würde.“
Im Jahr 1862 wurde er Mitglied der Royal Geographical Society.
McCosh schrieb und veröffentlichte auch Gedichte. Er starb am 16. März 1885 in London. Etliche seiner Fotografien werden im National Army Museum sowie im Victoria and Albert Museum aufbewahrt. Ein Gedenkstein für McCosh steht auf dem Dean-Friedhof im Westen Edinburghs, an der Nordwand der ersten nördlichen Erweiterung, wo auch seine Geschwister begraben sind.

## Einordnung / Bedeutung
Im Zweiten Sikh-Krieg (1848–1849) und im Zweiten anglo-birmanischen Krieg (1852–1853) nahm McCosh eine Reihe von Kalotypien auf, die zu den frühesten erhaltenen Militär- und Kriegsfotografien gehören. Allerdings hat McCosh keineswegs nur Kampfschauplätze, Schlachtfelder, Kriegsgerät, Porträtfotos seiner Kameraden und ähnliche militärische Motive fotografiert, sondern vieles, was ihm bemerkenswert erschien, etwa auch einheimische Menschen in traditioneller Kleidung, lokaltypische Architektur, Landschaften, Straßenszenen und so weiter. Erhalten geblieben ist ein Album von 1859, das mehr as 300 Abzüge enthält, die Mehrzahl von Kalotypie-Negativen, aber auch 31 von Kollodium-Nassplatten. Das Album befindet sich heute im Bestand des National Army Museums in London. Etliche dieser Aufnahmen hat Cosh in Kriegsgebieten und Kampfzonen aufgenommen, sie unterscheiden sich aber sowohl in ihrem Bildgegenstand als auch in ihrer Bildauffassung von den Kriegsfotografien etwa Roger Fentons, Felice Beatos, James Robertsons, Alexander Gardners und anderer Kriegsfotografen.

## Galerie: Kriegsfotografien von John McCosh

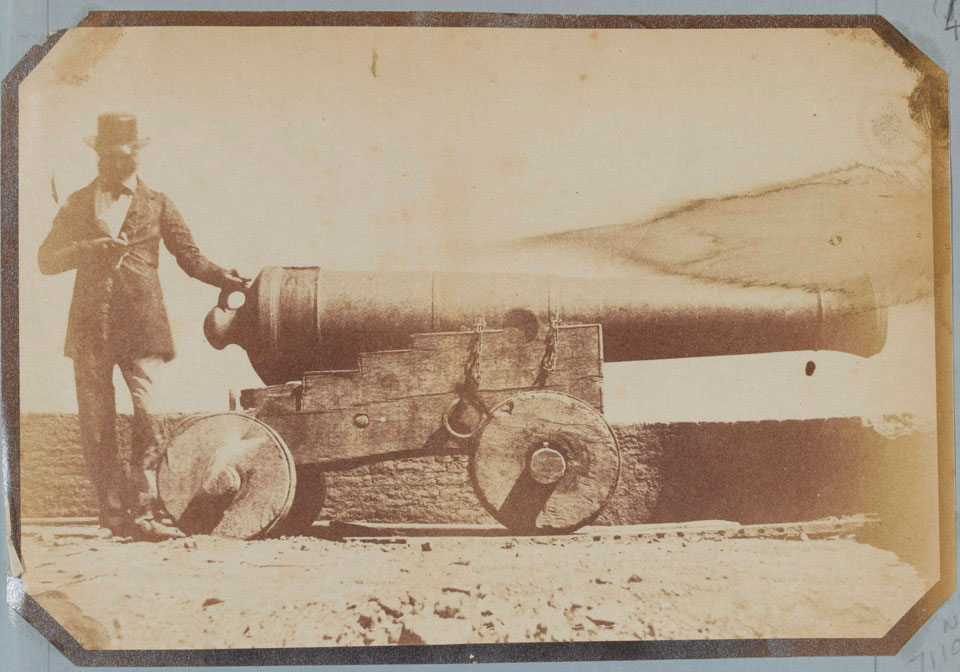
Eroberte Kanonen in Rangun, Burma, 1852
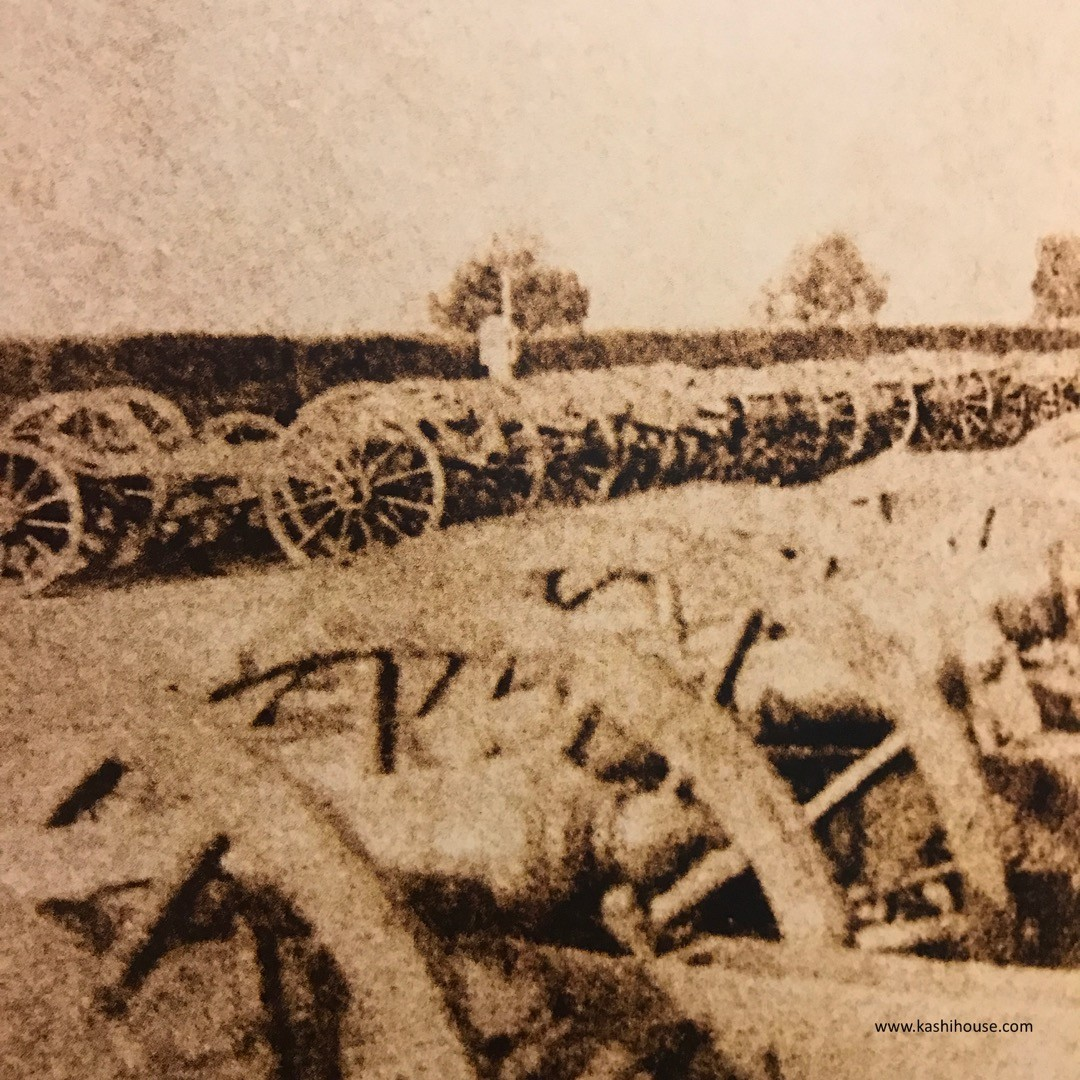
Eroberte Geschütze der Sikhs nach dem Zweiten Sikh-Krieg, ca. April 1849
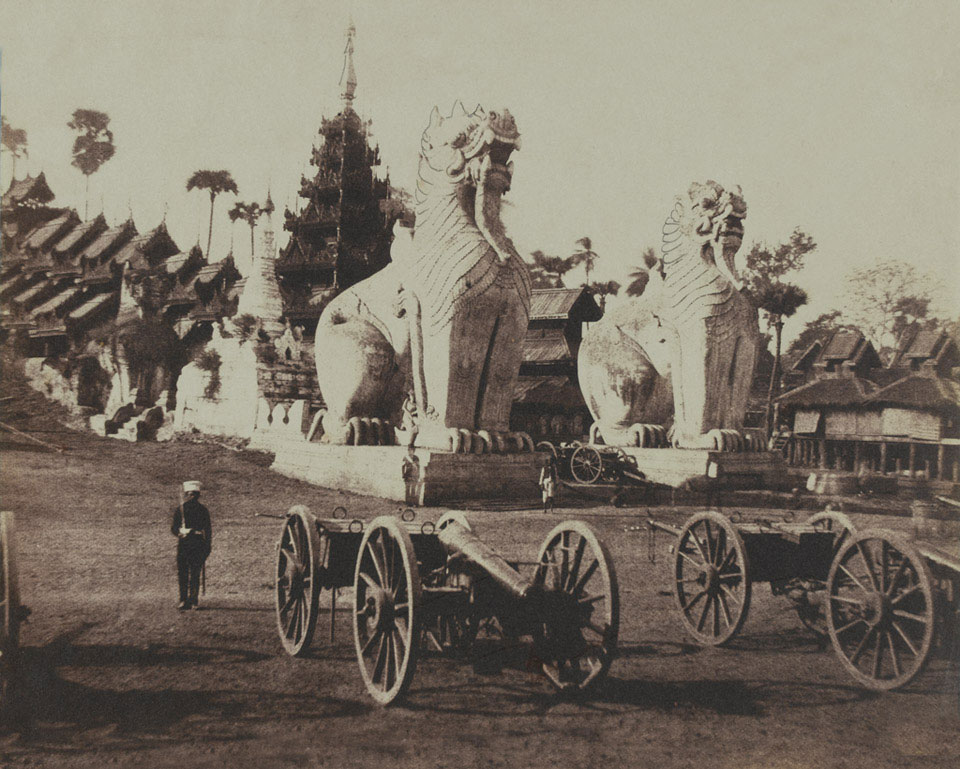
Nord-Ost-Ansicht der Shwesandaw-Pagode in Prome, Birma, 1852

## Publikationen von John McCosh (Auswahl)
- Narrative of the Wreck of the Lady Munro, on the Desolate Island of Amsterdam, October, 1833. Glasgow 1835 (google books).
- Advice to Officers in India, 1856.
- Topography of Assam, 1837.
- Medical advice to the Indian stranger, 1841.
- Nuova Italia, or, Tours and retours through, Switzerland, Italy and Sicily, a poem in ten cantos, 1873.
- On the drainage of London and other large cities, Florenz, Mariano Ricci, 1874.
- Grand tour in many lands, a poem, 1881.
- Sketches in verse at home and abroad : and from the war of the Nile, in ten cantos, London, James Blackwood, 1882.